# Eunice Kennedy
Eunice Mary Kennedy Shriver (Brookline, Massachusetts, 10 de julho de 1921 – Hyannis Port, 11 de agosto de 2009) foi uma ativista norte-americana. Em 1968, fundou a Special Olympics. Era irmã do presidente John F. Kennedy.

## Vida
Eunice Kennedy nasceu a quinta filha de Joseph e Rose Kennedy. Ela frequentou escolas na Inglaterra e estudou no Manhattanville College e na Stanford University, onde se graduou como bacharel em sociologia em 1943.
A deficiência de sua irmã mais velha, Rosemary Kennedy, a levou a fundar o maior evento mundial de esportes para deficientes, as Olimpíadas Especiais, em 1968. Shriver recebeu inúmeras homenagens por seu compromisso em casa e no exterior, incluindo seu retrato em uma moeda dos EUA, o dólar de prata das Olimpíadas Especiais.
Ela também esteve envolvida no programa Community of Caring voltado para a prevenção da gravidez na adolescência e foi fundamental no estabelecimento do Kennedy Institute of Ethics na Georgetown University e de um instituto semelhante na Harvard University.
Ela era casada com Robert Sargent Shriver, Jr. desde 23 de maio de 1953. Este casamento tem cinco filhos:
- Robert Sargent Shriver III. (* 1954), produtor de cinema
- Maria Shriver (* 1955), jornalista e ex-esposa de Arnold Schwarzenegger
- Timothy Shriver (nascido em 1959)
- Mark Kennedy Shriver (nascido em 1964)
- Anthony Shriver (nascido em 1965)

Embora fosse membro da família democrata Kennedy, ela apoiou seu genro republicano Arnold Schwarzenegger em sua eleição como governador da Califórnia. Após sua morte e das irmãs Rosemary em 2005 e Patricia em 2006, bem como de seu irmão, o senador Ted Kennedy, que morreu em 25 de agosto de 2009, a mais nova das irmãs Jean Ann († 17 de junho de 2020 na cidade de Nova Iorque) foi a último membro vivo da segunda geração da família Kennedy.

Depois de uma série de derrames, Shriver morreu em um hospital de Cape Cod em 2009 com a idade de 88 anos.